# Edmonton Oilers
Gli Edmonton Oilers sono una squadra canadese di hockey su ghiaccio della NHL con sede a Edmonton, capoluogo della provincia dell'Alberta. Fondati nel 1972, hanno militato nella World Hockey Association fino al 1979, quando in seguito allo scioglimento della lega furono una delle quattro squadre inglobate nella NHL.

## Storia
Gli Oilers vantano nel proprio palmarès cinque vittorie della Stanley Cup, ottenute negli anni tra il 1984 e il 1990, periodo nel quale la squadra ha costruito una delle più impressionanti dinastie della storia della massima lega di hockey del Nord America, grazie a un gioco offensivo tra i più spettacolari di ogni tempo e alla presenza di campioni del calibro di Mark Messier, Paul Coffey, Jari Kurri, Grant Fuhr e del Great One Wayne Gretzky.
Da allora la franchigia ha conosciuto alterne fortune, rischiando in alcune circostanze anche il trasferimento. L'ultima stagione di successo è arrivata nel 2005-2006, allorché la squadra, dopo una sofferta qualificazione ai play-off, è giunta in finale di Stanley Cup, perdendo in gara 7 contro i Carolina Hurricanes, mentre gli ultimi quattro anni sono stati avari di soddisfazioni per la formazione del capoluogo dell'Alberta, che in questo periodo non è mai riuscita ad approdare alla post-season.

## Rivalità
La rivalità più sentita da parte dei tifosi degli Oilers è senza dubbio quella con l'altra squadra dell'Alberta, i Calgary Flames.

## Palmarès
Stanley Cup
- 1983-84, 1984-85, 1986-87, 1987-88, 1989-90

NHL League Championship*
- 1983-84

*prima della creazione del Presidents' Trophy nel 1985-86
Presidents' Trophy
- 1985-86, 1986-87

Avco World Trophy
- 1978-79

Clarence S. Campbell Bowl
- 1982-83, 1983-84, 1984-85, 1986-87, 1987-88, 1989-90, 2005-06, 2023-24

Art Ross Trophy
- Wayne Gretzky: 1980-81, 1981-82, 1982-83, 1983-84, 1984-85, 1985-86, 1986-87
- Connor McDavid: 2016-17, 2017-18, 2020-21, 2021-22, 2022-23
- Leon Draisatl: 2019-20

Conn Smythe Trophy
- Mark Messier: 1983-84
- Wayne Gretzky: 1984-85, 1987-88
- Bill Ranford: 1989-90
- Connor McDavid: 2023-24

Hart Memorial Trophy
- Wayne Gretzky: 1979-80, 1980-81, 1981-82, 1982-83, 1983-84, 1984-85, 1985-86, 1986-87
- Mark Messier: 1989-90
- Connor McDavid: 2016-17, 2020-21, 2022-23
- Leon Draisatl: 2019-20

Jack Adams Award
- Glen Sather: 1985-86

James Norris Memorial Trophy
- Paul Coffey: 1984-85, 1985-86

King Clancy Memorial Trophy
- Kevin Lowe: 1989-90
- Ethan Moreau: 2008-09

Lady Byng Memorial Trophy
- Wayne Gretzky: 1979-80
- Jari Kurri: 1984-85

Ted Lindsay Award (denominato fino al 2010 Lester B. Pearson Award)
- Wayne Gretzky: 1981-82, 1982-83, 1983-84, 1984-85, 1986-87
- Mark Messier: 1989-90
- Connor McDavid: 2016-17, 2017-18, 2020-21
- Leon Draisatl: 2019-20

Maurice "Rocket" Richard Trophy
- Connor McDavid: 2022-23

NHL Plus/Minus Award
- Charlie Huddy: 1982-83
- Wayne Gretzky: 1983-84, 1984-85, 1986-87

Vezina Trophy
- Grant Fuhr: 1987-88